# 18 avril 1923
Le mercredi 18 avril 1923 est le 108e jour de l'année 1923.

## Naissances
- Alfred Bieler (mort le 24 avril 2013), joueur professionnel de hockey sur glace suisse
- Catherine Gide (morte le 20 avril 2013), écrivaine française
- Doug Elliot (mort le 12 mars 2005), joueur de rugby
- Ferenc Sidó (mort le 6 février 1998), joueur de tennis de table hongrois
- Frederick Herzberg (mort le 19 janvier 2000), psychologue américain
- Ivan Ljavinec (mort le 9 décembre 2012), évêque catholique tchécoslovaque
- Marius Baryelon, personnalité politique française
- Shozo Awazu (mort le 17 mars 2016), judoka japonais
- Stanislav Konopásek (mort le 6 mars 2008), joueur professionnel de hockey sur glace tchécoslovaque

## Décès
- Charles Torchut (né le 17 septembre 1863), personnalité politique française
- Sergueï Alexandrovitch Stroganov (né le 9 janvier 1852), noble russe

## Événements
- Fondation du Dynamo, association sportive russe dont fait notamment parti le Dynamo Moscou